# ムーニング
ムーニング(英語: mooning）は、下半身のアウターウェア（スカートやズボンなど）と下着（パンティーやボクサーブリーフなど）をおろして尻を大胆に露出させて、見せる行為である。陰部（女性器、男性器）も露出するかしないかの状態となる。
公の場でのこの行為は、英語圏では長らく抗議・いたずら・嫌がらせのために多く行われていて、無礼な行為の一環だととらえる国も未だにある。
いっぽうでこうした尻をみせる行為を、近年では歓迎の意味で行われる場合もある。

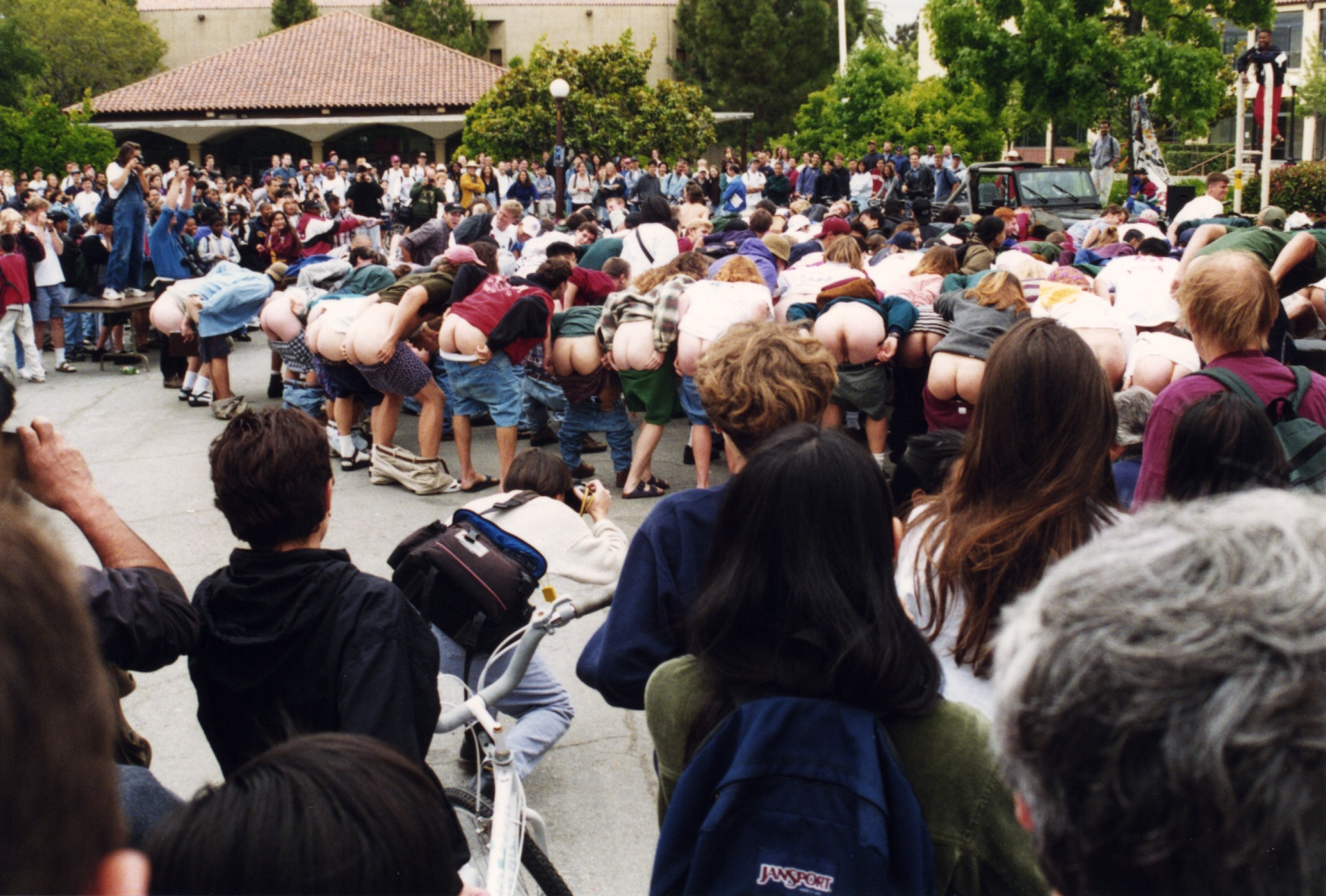
スタンフォード大学で1995年5月に行われた、学生による大規模なムーニング

## 語源
アメリカ学生のスラングに1968年からこの行為「to flash the buttock」などといった言葉で形容される前、「Moon」という言葉は　1743年からイングランドにおいて尻を形容する言葉として用いられ、「to moon」という言葉は1601年から「to expose to (moon)light」（（月）光に露出する）と意味で用いられた。 
それ以前にも「mooning」という言葉は 「wandering idl」や「romantically pinin」といった意味のスラングで用いられていた。
露出を「ムーニング」と記したマクラーレンによる文で中世を通して、敵を恥じる尻...の意味で表され、そして多くの国で農民文化で長く用いられて以降は、「ぼんやりとさまよう」および「ロマンチックに固定する」とも表している。
ムーニングの実践は19世紀までに波及したが、オックスフォード英語辞典では、「moon」と「mooning」を使用して、1960年代の学生のスラングに対する行為を解説した。このときジェスチャーはアメリカの大学の学生の間でますます人気が高まった。
2006年1月、アメリカメリーランド州の 裁判所で争われた際、ムーニングは憲法修正第1条によってスピーチの形式として保証されている芸術的表現の形式であると判断した。裁判所は、公然わいせつは性器の露出にのみ関連すると判断。ムーニングは「嫌みな」「卑劣な」行為であるが、このとき未成年者の面前で行われたとしても「臀部露出が公然わいせつであるとなると、オーシャンシティのビーチでひも水着を着用している女性は誰でも有罪となる」と判断。被告側弁護士は1983年に、米国最高裁判所の建物の前で、体の正面を覆っている段ボールの看板だけを身に着けて抗議した後に逮捕された女性の事件を引用。その際、コロンビア特別区控訴裁判所は、公然わいせつは人の性器に限定されるとの判決を下した。判決後、検察官が事件を取り下げたため、高等裁判所による事件の審査までは行われなかった。
2000年12月、カリフォルニア州の州控訴裁判所は、その行為が性的動機であることが合理的な疑いを超えて証明されない限り、ムーニングは公然わいせつを構成しない（したがって、被告に性犯罪者登録法の対象とならない）と認定した。
一方、2016年1月、オーストラリア・ビクトリア州の公共の場所でのムーニングは刑事犯罪、罰せられる可能性のあるものとなる。